# Courcebœufs
Courcebœufs település Franciaországban, Sarthe megyében. Lakosainak száma 641 fő (2022. január 1.). Courcebœufs Savigné-l’Évêque, Souligné-sous-Ballon, Beaufay, Joué-l’Abbé és Ballon-Saint-Mars községekkel határos.

## Népesség
A település népességének változása:
| Lakosok száma | 626  | 634  | 643  | 638  | 638  | 638  | 642  | 642  | 641  |
|               | 2013 | 2015 | 2016 | 2017 | 2018 | 2019 | 2020 | 2021 | 2022 |